# Johan Cavaljé
Johan Caspar Cavaljé (Avereest, 4 september 1914 – Sneek, 4 april 1993) was een Nederlands politicus van de CHU.
Hij werd geboren als zoon van Ubbo Petrus Cavaljé (1871-1946) die toen burgemeester van Avereest was. In 1933 trad hij in dienst bij de gemeente Zwollerkerspel waar zijn vader sinds 1919 burgemeester was. In 1942 maakte hij de overstap naar het arbeidsbureau in Zwolle. Vijf jaar later ging hij werken bij de gemeentesecretarie van Wijhe waar hij het bracht tot commies. In december 1957 werd Cavaljé net als zijn vader burgemeester en wel van IJlst. Eind 1963 volgde zijn benoeming tot burgemeester van Doniawerstal wat hij tot zijn pensionering in 1979 zou blijven. Cavaljé overleed in 1993 op 78-jarige leeftijd.